# Strongall
Lo Strongall è una tecnica di costruzione di imbarcazioni brevettata nel 1977 dal cantiere navale Meta di Tarare, che utilizza pannelli di alluminio spesso, senza struttura interna, anziché pannelli sottili rinforzati da centine.
Il nome deriva dall'unione dei due termini inglesi strong (resistente) e all, contrazione di aluminium (alluminio). Serve per la realizzazione di imbarcazioni in alluminio, anziché in vetroresina. Questo sistema è utilizzato nelle applicazioni per grandi navi da crociera ed imbarcazioni a vela.

## Vantaggi e svantaggi
Il processo strongall è diffuso, soprattutto in Francia, perché presenta diversi vantaggi nella costruzione degli scafi, i pannelli sono infatti autoportanti e non necessitano di rinforzi, quindi il pannello ha una resistenza maggiore su ogni punto e, di conseguenza, minore deformabilità puntuale, massimo sfruttamento del volume interno generato, massima razionalità nella gestione degli spazi, riduzione di angoli morti, spesso causa di problemi di assemblaggio con altri materiali di finitura come legno, pelle, ecc. e l'innesco di fenomeni di corrosione localizzata, che sono i tipici difetti delle costruzioni tradizionali in alluminio. Il vantaggio più grande è però la riduzione del tempo di assemblaggio e del numero delle saldature relative.
Lo svantaggio principale è un generale aumento di peso e quindi del costo della materia prima; un dislocamento maggiore, in particolare per le imbarcazioni in alluminio comporta prestazioni generalmente inferiori sia in termini di velocità che di manovrabilità. Allo stesso tempo però garantisce un isolamento acustico migliore e una rigidità superiore, che prolunga la vita media della barca che ha una resistenza a fatica maggiore.
Le barche realizzate in alluminio si confrontano sul mercato con quelle in vetroresina, negli allestimenti di medie dimensioni può accadere che, il bilancio vantaggi/svantaggi nell'utilizzo dello strongall, sia in alcuni casi sfavorevole per l'armatore.